# Rhinotia princeps
Rhinotia princeps is een keversoort uit de familie Belidae. De wetenschappelijke naam van de soort werd in 1994 gepubliceerd door Zimmermann.